# Capella de la Pietat (Berga)
La capella de la Pietat és un edifici de Berga protegit com a bé cultural d'interès local.

## Descripció
Edifici d'una sola nau cobert amb volta de canó. L'interior presenta una decoració totalment neoclàssica, columnes estriades, fris, enguixat, etc. En canvi, l'exterior és força auster. Sembla una casa entre mitgeres d'una sola alçada amb la façana parcialment arrebossada, feta de grans carreus de pedra ben escairat. L'únic element que ens porta a pensar que estem davnt d'un edifici religiós és la petita espadanya dels peus. L'entrada és un arc de mig punt amb un òcul a la zona superior de la façana.

## Història
Presenta alguns elements considerats del preromànic, malgrat l'estructura correspon al segle xii. Consta documentalment que els obrers que treballaren al recinte, posteriorment ho feren a Santa Maria d'Avià, també al segle xii. Un segle més tard la capella fou regentada per frares mercedaris que més tard passaren al convent de Santa Magdalena i després a Sant Joan. Fou parròquia de Berga fins al 1277, mentre es construïa la de Santa Eulàlia. El 1665 fou objecte d'una restauració barroca.